# SK Spartak Hulín
SK Spartak Hulín češki je nogometni klub iz grada Hulína osnovan 1932. godine. Trenutačno se natječe u Moravsko-šleskoj nogometnoj ligi, koja predstavlja 3. rang nogometnih natjecanja u Češkoj.

## Povijesni nazivi kluba[1]
- 1932. – SK Sparta Hulín (Sportovní klub Sparta Hulín)
- 1939. – DSK Sparta Hulín (Dělnický sportovní klub Sparta Hulín)
- 1941. – SK Hulín (Sportovní klub Hulín)
- 1947. – SK Pilana Hulín (Sportovní klub Pilana Hulín)
- 1947. – TJ Sokol Hulín (Tělovýchovná jednota Sokol Hulín)
- 1953. – DSO Spartak Hulín (Dobrovolná sportovní organizace Spartak Hulín)
- 1954. – TJ Spartak Hulín (Tělovýchovná jednota Spartak Hulín)
- 1994. – SK VTJ Spartak Hulín (Sportovní klub Vojenská tělovýchovná jednota Spartak Hulín)
- 2003. – SK Spartak Hulín (Sportovní klub Spartak Hulín)

## Poznati bivši igrači
- Radek Drulák
- Pavel Novotný
- Zdeněk Nehoda

## Vanjske poveznice
- (češ.) Službene klupske stranice  Arhivirana inačica izvorne stranice od 21. lipnja 2024. (Wayback Machine)